# Roppaneura
Roppaneura is een geslacht van libellen (Odonata) uit de familie van de Protoneuridae.

## Soorten
Roppaneura omvat 1 soort:
- Roppaneura beckeri Santos, 1966